# Élections législatives de 1876 dans la Haute-Vienne
Les élections législatives de 1876 ont eu lieu les 20 février et 5 mars.

## Députés élus
|   | Circonscription | Député élu           |  | Groupe parlementaire                |
| - | --------------- | -------------------- |  | ----------------------------------- |
| 1 | Bellac          | Théodore Lavignère   |  | Centre gauche                       |
| 2 | 1re de Limoges  | Georges Périn        |  | Union républicaine & Extrême gauche |
| 3 | 2e de Limoges   | Jean-Baptiste Ninard |  | Gauche républicaine                 |
| 4 | Rochechouart    | Louis-Paul Codet     |  | Gauche républicaine                 |
| 5 | Saint-Yrieix    | Antoine Baury        |  | Gauche républicaine                 |

## Résultats à l'échelle du département
| Partis         | Partis                     | Premier tour | Premier tour | Deuxième tour | Deuxième tour | Sièges |
| Partis         | Partis                     | Voix         | %            | Voix          | %             | Sièges |
| -------------- | -------------------------- | ------------ | ------------ | ------------- | ------------- | ------ |
|                | Républicains modérés       | 15 504       | 27,68        | 6 083         | 25,53         | 3      |
|                | Bonapartistes              | 10 786       | 19,26        | 9 998         | 41,96         | 0      |
|                | Républicains radicaux      | 9 312        | 16,62        |               |               | 1      |
|                | Centre droit               | 8 255        | 14,74        | 0             |               |        |
|                | Républicains conservateurs | 7 144        | 12,75        | 7 746         | 32,51         | 1      |
|                | Légitimistes               | 5 012        | 8,95         |               |               | 0      |
|                |                            |              |              |               |               |        |
| Inscrits       | Inscrits                   | 82 695       | 100,00       | 34 609        | 100,00        | 5      |
| Votants        | Votants                    |              |              | 24 057        | 69,51         |        |
| Abstentions    | Abstentions                |              |              | 10 552        | 30,49         |        |
| Blancs et nuls | Blancs et nuls             |              |              | 230           | 0,96          |        |
| Exprimés       | Exprimés                   | 56 013       |              | 23 827        | 99,04         |        |

## Résultats par arrondissement

### Arrondissement de Bellac
| Candidats      | Candidats          | Étiquette                | Premier tour | Premier tour | Deuxième tour | Deuxième tour |
| Candidats      | Candidats          | Étiquette                | Voix         | %            | Voix          | %             |
| -------------- | ------------------ | ------------------------ | ------------ | ------------ | ------------- | ------------- |
|                | Théodore Lavignère | Républicain conservateur | 7 144        | 44,99        | 7 746         | 55,09         |
|                | de Bouville        | Bonapartiste             | 3 764        | 23,70        | 6 315         | 44,91         |
|                | Charreyron         | Centre droit             | 3 023        | 19,04        |               |               |
|                | Buisson            | Légitimiste              | 1 949        | 12,27        |               |               |
|                |                    |                          |              |              |               |               |
| Inscrits       | Inscrits           | Inscrits                 | 21 726       | 100,00       | 21 726        | 100,00        |
| Votants        | Votants            | Votants                  | 16 006       | 73,67        | 14 214        | 65,42         |
| Abstention     | Abstention         | Abstention               | 5 720        | 26,33        | 7 512         | 34,58         |
| Blancs et nuls | Blancs et nuls     | Blancs et nuls           | 126          | 0,79         | 153           | 1,08          |
| Exprimés       | Exprimés           | Exprimés                 | 15 880       | 99,21        | 14 061        | 98,92         |

### Arrondissement de Limoges

#### 1recirconscription
| Candidats      | Candidats      | Étiquette           | Premier tour | Premier tour |
| Candidats      | Candidats      | Étiquette           | Voix         | %            |
| -------------- | -------------- | ------------------- | ------------ | ------------ |
|                | Georges Périn  | Républicain radical | 9 312        | 75,25        |
|                | Muret de Bort  | Légitimiste         | 3 063        | 24,75        |
|                |                |                     |              |              |
| Inscrits       | Inscrits       | Inscrits            | 17 382       | 100,00       |
| Votants        | Votants        | Votants             | 12 453       | 71,64        |
| Abstention     | Abstention     | Abstention          | 4 929        | 28,36        |
| Blancs et nuls | Blancs et nuls | Blancs et nuls      | 78           | 0,63         |
| Exprimés       | Exprimés       | Exprimés            | 12 375       | 99,37        |

#### 2ecirconscription
| Candidats      | Candidats            | Étiquette          | Premier tour | Premier tour |
| Candidats      | Candidats            | Étiquette          | Voix         | %            |
| -------------- | -------------------- | ------------------ | ------------ | ------------ |
|                | Jean-Baptiste Ninard | Républicain modéré | 9 295        | 73,47        |
|                | Chauffour            | Bonapartiste       | 3 357        | 26,53        |
|                |                      |                    |              |              |
| Inscrits       | Inscrits             | Inscrits           | 19 260       | 100,00       |
| Votants        | Votants              | Votants            | 12 734       | 66,12        |
| Abstention     | Abstention           | Abstention         | 6 526        | 33,88        |
| Blancs et nuls | Blancs et nuls       | Blancs et nuls     | 82           | 0,64         |
| Exprimés       | Exprimés             | Exprimés           | 12 652       | 99,36        |

### Arrondissement de Rochechouart
| Candidats      | Candidats        | Étiquette          | Premier tour | Premier tour | Deuxième tour | Deuxième tour |
| Candidats      | Candidats        | Étiquette          | Voix         | %            | Voix          | %             |
| -------------- | ---------------- | ------------------ | ------------ | ------------ | ------------- | ------------- |
|                | Bouillon         | Centre droit       | 3 126        | 42,20        |               |               |
|                | Louis-Paul Codet | Républicain modéré | 2 271        | 30,66        | 6 083         | 62,29         |
|                | Lezaud           | Bonapartiste       | 2 011        | 27,14        | 3 683         | 37,71         |
|                |                  |                    |              |              |               |               |
| Inscrits       | Inscrits         | Inscrits           | 12 883       | 100,00       | 12 883        | 100,00        |
| Votants        | Votants          | Votants            |              |              | 9 843         | 76,40         |
| Abstention     | Abstention       | Abstention         |              |              | 3 040         | 23,60         |
| Blancs et nuls | Blancs et nuls   | Blancs et nuls     |              |              | 77            | 0,78          |
| Exprimés       | Exprimés         | Exprimés           | 7 408        |              | 9 766         | 99,22         |

### Arrondissement de Saint-Yrieix
| Candidats      | Candidats           | Étiquette          | Premier tour | Premier tour |
| Candidats      | Candidats           | Étiquette          | Voix         | %            |
| -------------- | ------------------- | ------------------ | ------------ | ------------ |
|                | Antoine Baury       | Républicain modéré | 3 938        | 51,16        |
|                | Saint-Marc Girardin | Centre droit       | 2 106        | 27,36        |
|                | Pisani Jourdan      | Bonapartiste       | 1 654        | 21,49        |
|                |                     |                    |              |              |
| Inscrits       | Inscrits            | Inscrits           | 11 444       | 100,00       |
| Votants        | Votants             | Votants            | 7 708        | 67,35        |
| Abstention     | Abstention          | Abstention         | 3 746        | 32,65        |
| Blancs et nuls | Blancs et nuls      | Blancs et nuls     | 10           | 0,13         |
| Exprimés       | Exprimés            | Exprimés           | 7 698        | 99,87        |